# Adriano Gabiru
Carlos Adriano de Souza Vieira, mais conhecido como Adriano Gabiru (Maceió, 11 de agosto de 1977), é um ex-futebolista brasileiro que atuava como meio-campista.
Foi o autor do gol que deu o título mundial ao Internacional sobre o Barcelona, em 2006.

## Carreira
Adriano Gabiru iniciou sua carreira no CSA e conquistou o Campeonato Alagoano de 1997, ao lado de Deco, logo na primeira temporada como profissional.
Em 1998, transferiu-se para o Atlético Paranaense, clube onde permaneceu até 2004. No rubro negro paranaense, foi campeão do Campeonato Brasileiro de 2001, com grandes méritos, por ser um dos destaques naquela campanha, junto com Alex Mineiro, Kléberson, Kléber Pereira e sendo comandado pelo treinador Geninho. Graças ao bom desempenho, foi convocado pela primeira vez para a Seleção Brasileira. Ainda no Athletico ganhou o apelido de Gabiru, quando o seu ex-companheiro de Furacão, o goleiro Flávio começou a chamá-lo assim. No Athletico, conquistou, além do Brasileiro, quatro Campeonatos Paranaenses e marcou 65 gols entre 1998 e 2004.
Foi emprestado em duas oportunidades, a primeira para o Olympique de Marseille, da França, em 2000, e a segunda para o Cruzeiro, de Belo Horizonte, entre 2004 e 2005.
Em 2006, o Sport Club Internacional contratou o atleta. Durante a temporada, foi muito contestado pela torcida do Colorado, que chegou a vaiá-lo em várias oportunidades, pedindo ao então treinador, Abel Braga, que o tirasse de campo ou mesmo que o desligasse do grupo.
No entanto, continuou no elenco e no final da temporada, foi o autor do gol que deu o título mundial ao Internacional, quando no dia 17 de dezembro de 2006, entrou em campo aos 31 minutos do segundo tempo, na final do Mundial de Clubes contra o Barcelona, e cinco minutos depois recebeu um passe do atacante Iarley, invadiu a área e desviou do goleiro Víctor Valdés, marcando o único gol da partida.
Em 2007, não renovou o contrato com o Inter e foi emprestado ao Figueirense para a disputa do Campeonato Brasileiro. Ainda no mesmo ano, acertou novo empréstimo, agora para o Sport, onde nunca conseguiu se firmar como titular na equipe e ficou até fevereiro de 2008.
Em 2008, foi contratado por empréstimo pelo Goiás, mas na temporada seguinte não permaneceu no clube goiano e foi para o Guarani. No clube de Campinas, fez parte do elenco que trouxe o Bugre de volta à Série B do Brasileiro, inclusive fazendo o gol da vitória do Bugre contra o Juventude, pela última rodada, dando o vice-campeonato ao time de Campinas.
Em 2010, acertou com o Mixto, de Mato Grosso, juntando-se a outro ex-colorado campeão mundial, Perdigão. Deixou o clube em fevereiro do mesmo ano.
Em 2011, o jogador acertou com o Corinthians Paranaense para o Campeonato Paranaense. Em dezembro de 2011, ele acertou seu retorno ao CSA, clube que o revelou, para a disputa da temporada de 2012.
No dia 28 de junho de 2012, começou a treinar no Guarany de Bagé onde participou da Segunda Divisão do Campeonato Gaúcho. Após 9 jogos e nenhum gol, deixou o clube em outubro.
Jogou também no futebol amador do Esporte Clube Esperança, da cidade de Nova Esperança do Sudoeste, no final de 2013.
Após ter jogado no Futebol amador de Curitiba pelo Combate Barreirinha Futebol Clube, retornou ao futebol profissional para a disputa do Campeonato Capixaba, pela equipe do Botafogo-ES. No jogo de abertura do Campeonato Capixaba 2014, em 17 de janeiro, marcou o gol da vitória do Conilon por 1 a 0 sobre a Desportiva Ferroviária. Já em fevereiro, após 2 partidas, revelou que o clube capixaba não cumpriu o combinado com ele e pediu a rescisão de contrato.
Foi anunciado como o nome de maior impacto da equipe do Panambi-RS para a disputa da Divisão de Acesso de 2015. Fez sua estreia pelo clube em amistoso diante do Inter de Santa Maria.
Em 29 de setembro de 2016, vários sites noticiaram que Gabiru havia morrido em um acidente de carro. Completamente surpreso, o próprio jogador desmentiu rapidamente o boato.
No dia 13 de dezembro de 2016, foi anunciado como um dos reforços de peso do Taboão da Serra para a disputa da Série A3 de 2017. Fez sua estreia na primeira rodada da Série A3 na derrota para o Matonense por 2 a 0. Após quatro jogos pelo clube paulista, pediu para o presidente do clube a rescisão do seu contrato. Em 13 de fevereiro de 2017, deixou a equipe do Taboão da Serra após quatro jogos no time paulista.
Logo em seguida, no dia 16 de fevereiro de 2017, o Tupy Futebol Clube da cidade de Crissiumal, no interior do Rio Grande do Sul, anunciou sua contratação para a disputa da Divisão de Acesso do Gauchão 2017.
Anunciou oficialmente a sua aposentadoria no dia 23 de maio de 2017.

## Seleção Brasileira
As boas atuações do jogador com a camisa do Athletico Paranaense lhe renderam nove oportunidades na Seleção Brasileira Sub-23, entre 1999 e 2000, e duas na Seleção Brasileira principal, em 2003.

## Jogos pela Seleção Brasileira

### Sub-23
| Nº | Data                   | Competição           | Local                  |        | Placar | Adversário        | Gols | Ref.   |
| -- | ---------------------- | -------------------- | ---------------------- | ------ | ------ | ----------------- | ---- | ------ |
| 1  | 7 de abril de 1999     | Amistoso             | Brasília (Brasil)      | Brasil | 7 – 0  | Estados Unidos    | 0    | [ 51 ] |
| 2  | 14 de novembro de 1999 | Amistoso             | Sydney (Austrália)     | Brasil | 2 – 0  | Austrália         | 0    | [ 52 ] |
| 3  | 17 de novembro de 1999 | Amistoso             | Melbourne (Austrália)  | Brasil | 2 – 2  | Austrália         | 0    | [ 53 ] |
| 4  | 10 de dezembro de 1999 | Amistoso             | Cuiabá (Brasil)        | Brasil | 3 – 0  | Bolívia           | 0    | [ 54 ] |
| 5  | 14 de dezembro de 1999 | Amistoso             | Campo Grande (Brasil)  | Brasil | 3 – 3  | Paraguai          | 1    | [ 55 ] |
| 6  | 12 de janeiro de 2000  | Amistoso             | Florianópolis (Brasil) | Brasil | 7 – 0  | Trinidad e Tobago | 1    | [ 56 ] |
| 7  | 15 de janeiro de 2000  | Amistoso             | Maringá (Brasil)       | Brasil | 4 – 1  | Costa Rica        | 0    | [ 57 ] |
| 8  | 23 de janeiro de 2000  | Torneio Pré-Olímpico | Londrina (Brasil)      | Brasil | 2 – 0  | Equador           | 0    | [ 58 ] |
| 9  | 30 de janeiro de 2000  | Torneio Pré-Olímpico | Londrina (Brasil)      | Brasil | 9 – 0  | Colômbia          | 1    | [ 59 ] |

### Principal
| Nº | Data                | Competição             | Local                |        | Placar | Adversário | Gols | Ref.   |
| -- | ------------------- | ---------------------- | -------------------- | ------ | ------ | ---------- | ---- | ------ |
| 1  | 11 de junho de 2003 | Amistoso               | Abuja (Nigéria)      | Brasil | 3 – 0  | Nigéria    | 0    | [ 60 ] |
| 2  | 19 de junho de 2003 | Copa das Confederações | Saint-Denis (França) | Brasil | 0 – 1  | Camarões   | 0    | [ 61 ] |

## Títulos
CSA
- Campeonato Alagoano: 1997

Atlético Paranaense
- Seletiva Libertadores 1999
- Campeonato Paranaense: 1998, 2000, 2001 e 2002 (Supercampeonato Paranaense)
- Campeonato Brasileiro: 2001

Seleção Brasileira Sub-23
- Torneio Pré-Olímpico Sul-Americano: 2000

Internacional
- Mundial de Clubes da FIFA: 2006
- Copa Libertadores da América: 2006